# 関川橋 (妙高市)
関川橋（せきかわばし）は、新潟県妙高市関川町一丁目 - 大字西条の関川に架かる新潟県道30号新井柿崎線の橋長107.7 m（メートル）の桁橋。

## 概要
- 形式 - PC4径間ポストテンション連結T桁橋
- 道路規格 - 第4種第2級
- 斜角 - 87度
- 橋格 - B活荷重
- 橋長 - 107.700 m
  - 支間割 - 4×26.025 m
- 幅員
  - 総幅員 - 16.800 m
  - 有効幅員 - 16.000 m
  - 車道 - 9.000 m
  - 歩道 - 両側3.500 m
- 橋台 - 逆T式橋台
- 橋脚 - 壁式橋脚（鋼管杭基礎）

本橋は基準径間長が26.0 mであり、不均3径間と等均4径間を比較の上、4径間が採用され、経済性・維持管理の観点からPC4径間ポステン連結T桁が採用された。。

## 歴史
1975年（明治8年）舟橋が架橋されるが、1885年（明治18年）に流出する。
1934年（昭和9年）4月27日に鉄筋コンクリート橋が完成する。
1995年（平成7年）の7.11水害のため、関川流域は甚大な被害を蒙り、復旧に際しては川幅を広げることが決まり、本橋を架け替えることになった。新井市中心部付近に位置し、交通量が多いことから迂回路を設定し、旧橋を半分ずつ撤去して下部工を施工し、A1側から上部工を施工した。